# Radio Andalucía Información
Radio Andalucía Información (parfois abrégé en RAI) est une station de radio appartenant au groupe audiovisuel public andalou Radio y Televisión de Andalucía. Lancée le 17 septembre 1998, elle émet en modulation de fréquence dans l'ensemble de la communauté autonome d'Andalousie. La grille des programmes de cette station est basée sur l'information en continu, proposée sous la forme de bulletins d'information et de modules thématiques (état des routes, météo, reportages locaux, mais aussi radio tourisme, « flamencologie » ou histoire du rock en Andalousie).

## Présentation
Les programmes débutent chaque matin à 7 heures et se poursuivent jusqu'à 23 heures, avant de laisser la place à une reprise en direct de Flamenco Radio, autre station thématique du groupe RTVA. Radio Andalucía Información reprend également en direct plusieurs émissions de Canal Sur Radio, principale station de radio publique andalouse (à 7 heures, 14 heures et 19 heures).
La musique est présente à l'antenne, et alterne avec les reportages et les programmes d'information. Le week-end, la programmation se fait plus éclectique, et s'ouvre au sport, avec la retransmission ponctuelle de matchs de football et de corridas, mais aussi l'émission « Carrusel Taurino », consacrée à la tauromachie. Enfin, les grands événements de la communauté autonome sont également couverts, tels que le Carnaval de Cadix et les processions de la Semaine sainte.

## Fréquences
- Almeria : 90.5 MHz
- Cadiz : 99.4 MHz
- Cordoue : 99.4 MHz
- Grenade : 89.8 MHz
- Huelva : 97.3 MHz
- Jaén : 91.6 MHz
- Málaga : 94.9 MHz
- Séville : 94.3 Mhz

### Sources
- (es) Cet article est partiellement ou en totalité issu de l’article de Wikipédia en espagnol intitulé « Radio Andalucía Información » (voir la liste des auteurs).